# The Big Beat
The Big Beat è un album del cantante pop statunitense Johnnie Ray, pubblicato dalla Columbia Records nel febbraio del 1957.

## Tracce

### LP (1957, Columbia Records, CL-961)[2]
Lato A
1. Pretty-Eyed Baby – 2:20 (Mary Lou Williams, William Johnson) – Registrato il 20 novembre 1956
2. How Long, How Long Blues – 2:27 (Leroy Carr) – Registrato il 15 novembre 1956
3. Sent for You Yesterday – 2:26 (testo: Jimmy Rushing – musica: Count Basie, Eddie Durham) – Registrato il 20 novembre 1956
4. I'll Never Be Free – 3:08 (Bennie Benjamin, George David Weiss) – Registrato il 21 novembre 1956
5. I'm Gonna Move to the Outskirts of Town – 2:46 (Casey Bill Weldon) – Registrato il 20 novembre 1956
6. Shake a Hand – 2:43 (Joe Morris) – Registrato il 21 novembre 1956

Lato B
1. Lotus Blossom – 3:48 (testo: Sam Coslow – musica: Arthur Johnston) – Registrato il 21 novembre 1956
2. Everyday (Everyday I Have the Blues) – 2:56 (William York) – Registrato il 19 novembre 1956
3. I Want to Be Loved (But Only by You) – 2:27 (Savannah Churchill) – Registrato il 19 novembre 1956
4. I Miss You So – 2:59 (Jimmie Henderson, Bertha Scott, Sid Robin) – Registrato il 19 novembre 1956
5. Trouble in Mind – 4:49 (Richard M. Jones) – Registrato il 19 novembre 1956
6. So Long – 2:45 (Russ Morgan, Remus Harris, Irving Melsher) – Registrato il 21 novembre 1956

- Durata brani ricavati dal CD pubblicato nel 2014 dalla Hoodoo Records dal titolo Johnnie Ray: The Big Beat plus Johnnie Ray

## Musicisti
- Johnnie Ray – voce
- Ray Conniff – direttore d'orchestra (A1-A6)
- Ray Ellis – direttore d'orchestra (B1-B6)
- Alan Hanlon – chitarra (A2)
- Tony Mottola – chitarra (A2)
- Hy White – chitarra (A1, A2, A3 e A5)
- Al Casamenti – chitarra (A1, A3 e A5)
- Edward Albert O’Connor – chitarra (A1, A3 e A5)
- Harold ‘Buddy’ Weed – pianoforte (A2)
- Andrew Wackers – pianoforte (A1, A3 e A5)
- Frank Carroll – contrabbasso (A1, A2, A3 e A5)
- Herman Grove Kapp – batteria (A1, A2, A3 e A5)
- Ed Shaughnessy – batteria (A1, A3 e A5)
- Harry Breuer – xilofono (A2)
- strumenti a fiato – sconosciuti (A1, A3 e A5) [3]

### Produzione
- Mitch Miller – produzione